# Allium lemmonii
Allium lemmonii är en amaryllisväxtart som beskrevs av Sereno Watson. Allium lemmonii ingår i släktet lökar, och familjen amaryllisväxter. Inga underarter finns listade i Catalogue of Life.